# Compromesso del Missouri

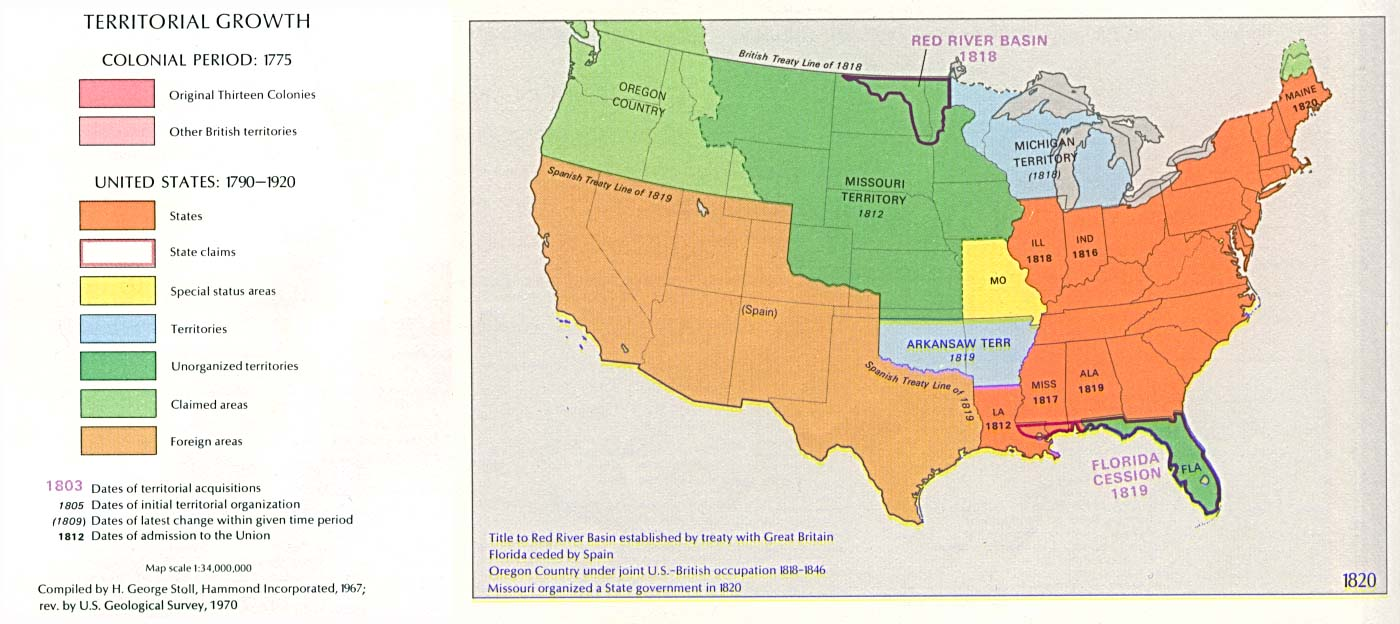
Gli Stati Uniti nel 1820. Il compromesso del Missouri proibì la schiavitù nel territorio delle Grandi Pianure (verde scuro), permettendola nel Missouri (in giallo) e nel Territorio dell'Arkansas (in blu)

Il compromesso del Missouri, o compromesso del 1820, fu un accordo raggiunto nel 1820 tra gli stati schiavisti e stati liberi al Congresso degli Stati Uniti, riguardante la regolazione della schiavitù nei nuovi territori verso ovest. Proibì la schiavitù nel vecchio Territorio della Louisiana a nord del parallelo 36°30', tranne che nei confini del Missouri.

## Storia

### I contrasti fra Nord e Sud
All'inizio dell'Ottocento erano forti i contrasti tra Nord e Sud. Gli Stati del nord erano nel complesso più popolosi di quelli del sud e la loro economia era di tipo mercantile e finanziario; viceversa al sud le attività principali erano basate sulla grande produzione agricola e soprattutto la raccolta del cotone, che era molto poco meccanizzata e richiedeva una elevata intensità di manodopera, arrivando ad assorbire l'80% della forza lavoro locale.
Gli Stati del nord avevano gradualmente abolito la scarsa schiavitù presente sui loro territori; del resto, la struttura economica settentrionale non rendeva necessario l'impiego della manodopera servile. Al contrario, al sud, l'uso diffuso degli schiavi nelle vaste piantagioni era la base portante dell'intera economia. La schiavitù sarebbe divenuta un importante motivo di contrasto tra Nord e Sud, che successivamente, nel decidere l'assetto istituzionale dell'Unione (Confederazione o Federazione), si aggravò sfociando nella guerra di secessione.

### Il compromesso
Nel 1819 il Territorio del Missouri chiese di essere annesso all'Unione. Il Territorio era stato colonizzato in prevalenza da bianchi provenienti dagli Stati del sud e, nel 1820, contava seimila schiavi neri (su una popolazione di circa 66 000 abitanti). La costituzione proposta per il nuovo Stato tutelava, quindi, lo schiavismo. Nel febbraio 1819 la proposta di annessione arrivò all'esame del Congresso. James Tallmadge, deputato dello Stato di New York, propose di ammettere il Missouri a patto che eliminasse gradualmente la schiavitù. La proposta fu approvata dalla Camera dei rappresentanti, ma si arenò al Senato.
La controversia aveva un sostrato politico rilevante. Il problema, per gli Stati schiavisti, era quello di impedire che il Congresso cadesse interamente sotto il controllo degli Stati liberi. Questi ultimi, che per popolazione avevano superato il sud, si erano già assicurati la maggioranza alla Camera (dove i vari Stati inviano un numero di deputati proporzionale al numero degli abitanti). Al Senato ciascuno Stato ha invece diritto a due seggi. In quel 1819 era stata annessa l'Alabama, che ammetteva la schiavitù e aveva portato a undici il numero degli Stati schiavisti. Poiché gli Stati liberi erano altrettanti, la situazione al Senato era di parità. Il Missouri avrebbe dunque disequilibrato la bilancia pro o contro la schiavitù.
Nel 1820 Henry Clay, deputato ed esponente dell'Ovest, propose di risolvere la questione con quello che sarebbe passato alla storia come "compromesso del Missouri". Con tale compromesso il Missouri fu ammesso all'Unione come Stato dove era permessa la schiavitù e si stabiliva che al di sopra del 36º parallelo e 30', corrispondente al confine meridionale del Missouri, la schiavitù non sarebbe stata ammessa per le future annessioni, per cui il Missouri stesso costituiva l'eccezione alla regola appena creata. Per evitare che il nuovo Stato ammesso con la schiavitù sbilanciasse la parità del Senato, venne ammesso anche un nuovo Stato libero, il Maine, separato dal Massachusetts di cui fino ad allora aveva fatto parte.
Il dibattito fu così acceso che molti politici dell'epoca si accorsero di come la questione dello schiavismo potesse diventare esplosiva per l'Unione. Abraham Lincoln affermò che Clay fece la differenza impedendo al Paese di piombare in una guerra civile.